# Nemoria tractaria
Nemoria tractaria là một loài bướm đêm trong họ Geometridae.